# Срінагар (округ)
Срінагар (англ. Srinagar district) — округ, адміністративний район штату Джамму і Кашмір, що знаходиться під управлінням Індії, у спірному регіоні Кашмір. Це один з 20 округів штату Джамму і Кашмір. Розташований у центрі Кашмірської долини, це другий за чисельністю населення район на території союзу після округу Джамму згідно з національним переписом населення 2011 року та є домом для літньої столиці міста Шрінагар (з містом Джамму служить зимовою столицею краю). Крім того, місто Срінагар також є штаб-квартирою округу Срінагар.

## Адміністрація
Район Срінагар має 2 підрозділи, тобто Срінагар Захід і Срінагар Схід.
7 Техсил — це:
- Центральний Шалтенг
- Чанапора/ Натипора
- Eidgah
- Ханьяр
- Панта-чоук
- Північний Срінагар
- Південний Срінагар.

Цей район складається з 4 кварталів
- Харван
- Каммерварі
- Хонмох
- Срінагар

Ці блоки складаються з кількох панчаятів і сіл.

## Демографія
За даними перепису 2011 року населення району Срінагар становить 1 236 829 осіб, що приблизно дорівнює нації Естонії або американського штату Нью-Гемпшир. З такими даними округ посідає 381 місце в Індії (із загальних 640). Щільність населення району становить 703 особи на квадратний кілометр (1 820/миля2). Темп приросту населення за десятиліття 2001—2011 рр. становив 20,35 %. У Срінагарі співвідношення статей становить 900 жінок на кожні 1000 чоловіків (це залежить від релігії), а рівень грамотності становить 69,41 %.

## Клімат
| Клімат Срінагар (1971–1986) | Клімат Срінагар (1971–1986) | Клімат Срінагар (1971–1986) | Клімат Срінагар (1971–1986) | Клімат Срінагар (1971–1986) | Клімат Срінагар (1971–1986) | Клімат Срінагар (1971–1986) | Клімат Срінагар (1971–1986) | Клімат Срінагар (1971–1986) | Клімат Срінагар (1971–1986) | Клімат Срінагар (1971–1986) | Клімат Срінагар (1971–1986) | Клімат Срінагар (1971–1986) | Клімат Срінагар (1971–1986) |
| Показник                    | Січ.                        | Лют.                        | Бер.                        | Квіт.                       | Трав.                       | Черв.                       | Лип.                        | Серп.                       | Вер.                        | Жовт.                       | Лист.                       | Груд.                       | Рік                         |
| Середній максимум, °C       | 7,0                         | 8,2                         | 14,1                        | 20,5                        | 24,5                        | 29,6                        | 30,1                        | 29,6                        | 27,4                        | 22,4                        | 15,1                        | 8,2                         | 19,7                        |
| Середній мінімум, °C        | −2                          | −0,7                        | 3,4                         | 7,9                         | 10,8                        | 14,9                        | 18,1                        | 17,5                        | 12,1                        | 5,8                         | 0,9                         | −1,5                        | 7,3                         |
| Норма опадів, мм            | 48                          | 68                          | 121                         | 85                          | 68                          | 39                          | 62                          | 76                          | 28                          | 33                          | 28                          | 54                          |                             |
| Днів з опадами              | 6,6                         | 7,3                         | 10,2                        | 8,8                         | 8,1                         | 5,7                         | 7,9                         | 6,8                         | 3,5                         | 2,8                         | 2,8                         | 5,1                         |                             |
| --------------------------- | --------------------------- | --------------------------- | --------------------------- | --------------------------- | --------------------------- | --------------------------- | --------------------------- | --------------------------- | --------------------------- | --------------------------- | --------------------------- | --------------------------- | --------------------------- |
| Джерело: HKO                |                             |                             |                             |                             |                             |                             |                             |                             |                             |                             |                             |                             |                             |